# آتشفشان کونچاگوا
آتشفشان کونچاگوا (به اسپانیایی: Volcán de Conchagua) یا کوچاگوئه آتشفشانی چینه‌ای به ارتفاع ۱۲۲۵ متر واقع در السالوادور در آمریکای مرکزی است.

## مشخصات

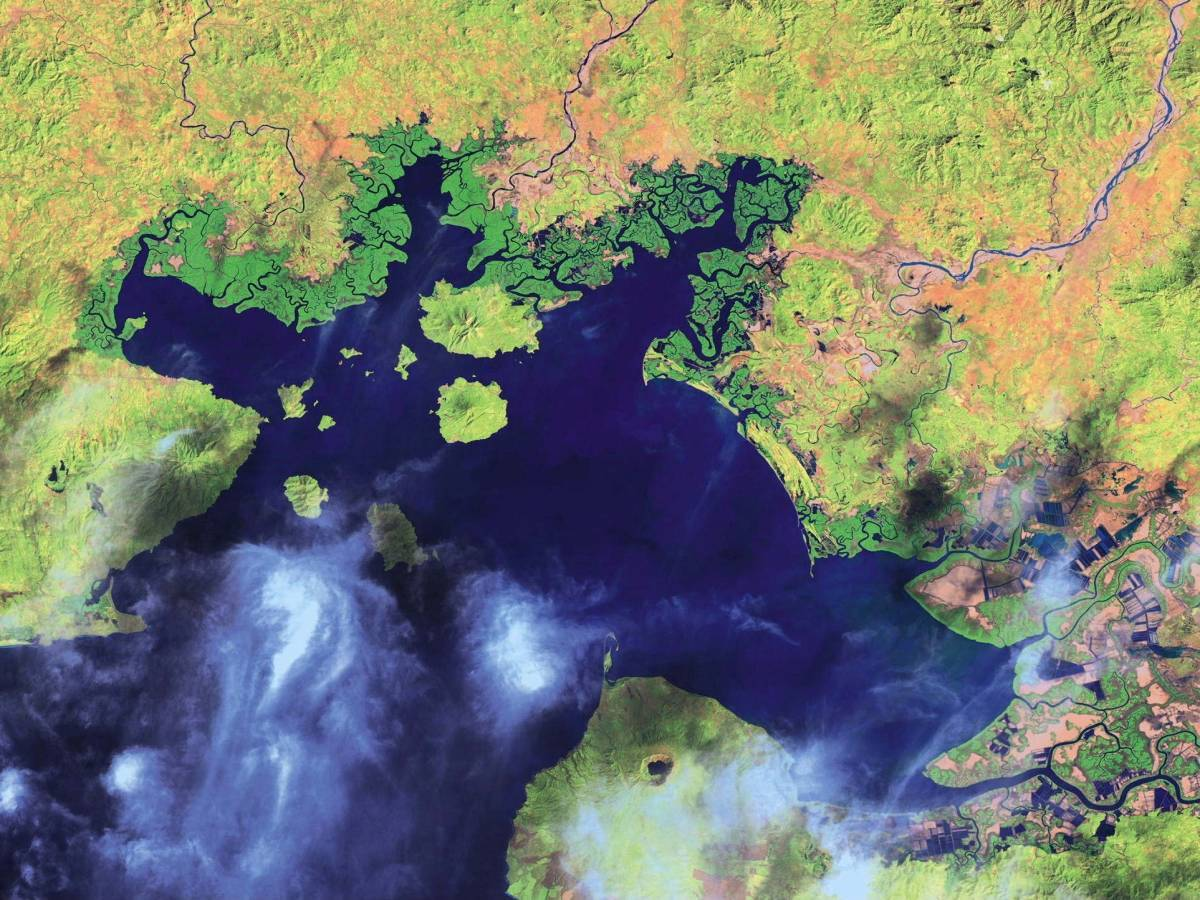
تصویری ماهواره ای از موقعیت آتشفشان کونچاگوا

آتشفشان کونچاگوا آتشفشانی مخروطی‌شکل اما شدیداً فرسایش یافته واقع در لا یونیون در کونچاگوا در منتهی‌الیه جنوب شرقی السالوادور است که تقریباً ۱۹۰ کیلومتر با سان سالوادور، پایتخت، فاصله دارد. این آتشفشان مشرف به خلیج فونسکا است و دامنه‌های شرقی و جنوبی آن تا درون دریا امتداد یافته‌اند. سِرو د لا باندرا و سرو دل اُکوته قله‌های اصلی آتشفشان را تشکیل می‌دهند و چنین می‌نماید که سرو د لا باندرا از قلهٔ دیگر جوانتر است.
گزارش‌هایی در مورد فوران آتشفشان کونچاگوآ در سال‌های ۱۵۲۲، ۱۶۸۸، ۱۸۶۸ و ۱۹۴۷ وجود دارد که نادرستند و ممکن است به رانش زمین بر اثر وقوع زمین‌لرزه اشاره داشته باشند. تاریخ آخرین فوران کونچاگوا مشخص نیست.

## نام
نام آتشفشان کونچاگوا در زبان لنکایی به معنای «درهٔ باریک» است گرچه برخی نویسندگان ریشهٔ نام آن را مرتبط با داستانی دربارهٔ زنی بی‌باک به نام کومیزاهوال (به معنای «ببر پرنده») می‌دانند. در عین حال یکی از مسیرهایی که به قلهٔ آتشفشان می‌رسد نیز «ببر پرنده» نام‌گذاری شده‌است.